# Будинок психопата
Будинок психопата (англ. Psycho House) — психологічний роман-трилер 1990 року, написаний американським письменником Робертом Блохом.

## Сюжет
Десять років по смерті Нормана Бейтса місцевий підприємець відновлює мотель Бейтса в місті Фейрвел у вигляді атракціону, відкритого для відвідування всіма охочими. Емі Гайнс вирушає до відомого будинку психопата, аби написати книгу про Бейтса, але неочікувана хвиля вбивств знову змушує сколихнутися місто від жаху. Дивно, що Гайнс стикається з сильним спротивом зі сторони мешканців, коли вона збирається привезти до округу слідчих, аби розібратися в жахові, що відбувається.

## Зв'язок з серіалом
Невідомо, чи було написано роман за мотивами телефільму Мотель Бейтса, який планувалось перетворити на серіал, але роман вийшов двома роками пізніше прем'єри стрічки на каналі NBC 1987 року. Крім того, співпраця Блоха та студії Universal Studios в роботі над франшизою Психоз припинилась ще 1982 року після виходу другого роману.